# Kick-Ass (film)
Kick-Ass er en amerikansk/britisk superheltefilm fra 2010, instrueret af Matthew Vaughn. Den er baseret på tegneserien af samme navn af Mark Millar og John Romita, Jr.

## Handling
Kick-Ass handler om teenageren Dave Lizewski (spillet af Aaron Johnson), som inspieret af tegneserier beslutter sig for at blive superhelt. I forbindelse med sine heltegerninger kæmper han side om side med Big-Daddy (Nicolas Cage) og hans datter Hit Girl (Chloë Moretz), der i årevis har arbejdet på at få uskadeliggjort mafiabossen Frank D'Amico (Mark Strong)

## Medvirkende
- Aaron Johnson – Dave Lizewski/Kick-Ass
- Nicolas Cage – Damon Macready/Big Daddy
- Chloë Grace Moretz – Mindy Macready/Hit-Girl.
- Mark Strong – Frank D'Amico
- Christopher Mintz-Plasse – Chris D'Amico/Red Mist
- Lyndsy Fonseca – Katie Deauxma
- Yancy Butler – Angie D'Amico
- Jason Flemyng – bygningens dørmand
- Elizabeth McGovern – Mrs. Lizewski
- Garrett M. Brown – Mr. Lizewski
- Dexter Fletcher – Cody
- Clark Duke – Marty
- Evan Peters – Todd
- Xander Berkeley – Detektiv Gigante
- Omari Hardwick – Sergeant Marcus Williams
- Craig Ferguson – Som sig selv